# Xã Goose Lake, Quận Grundy, Illinois
Xã Goose Lake (tiếng Anh: Goose Lake Township) là một xã thuộc quận Grundy, tiểu bang Illinois, Hoa Kỳ. Năm 2010, dân số của xã này là 1.674 người.